# Pansarbandvagn 302

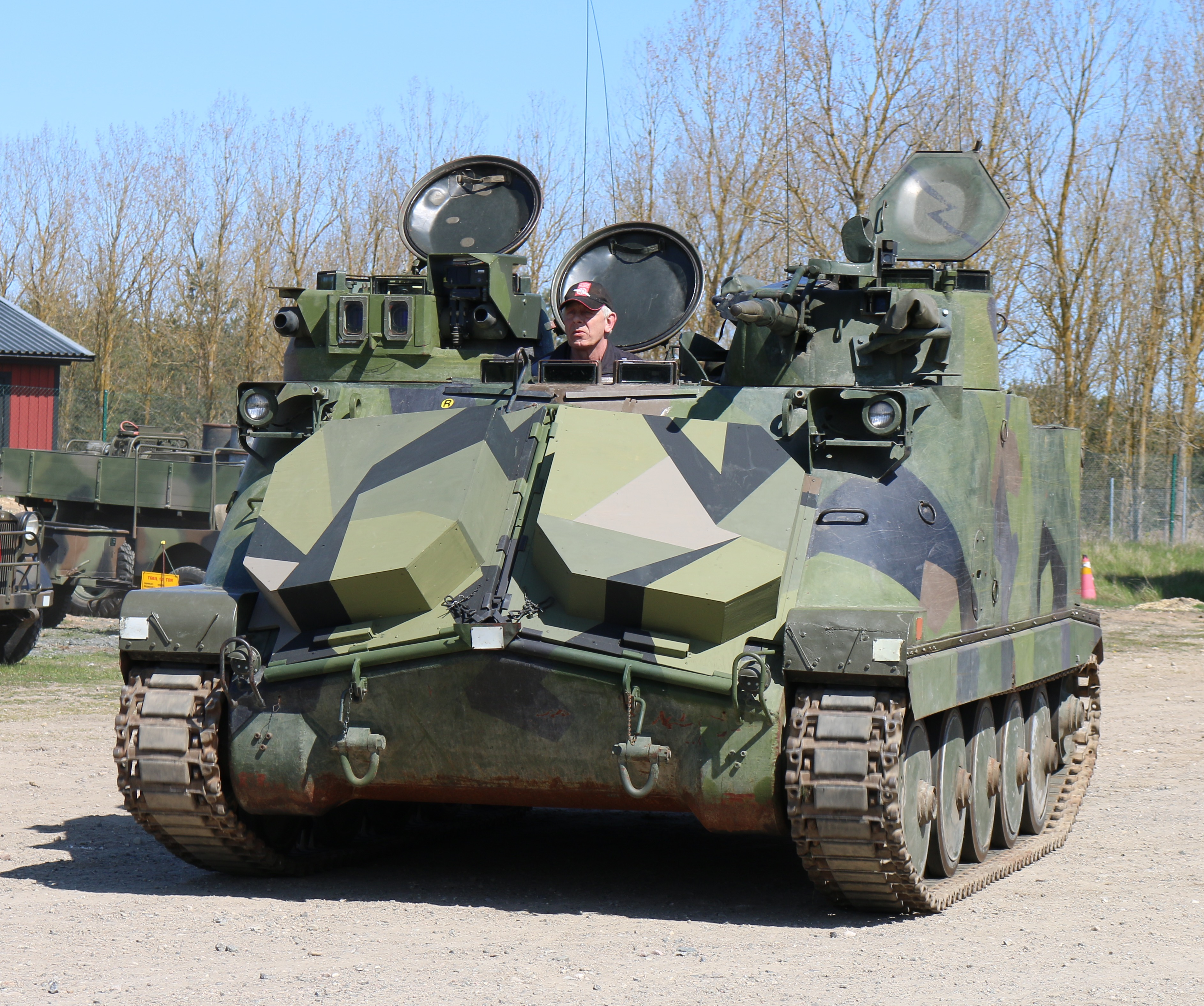
Pbv 302, Frontansicht mit aufgeklappten Luken

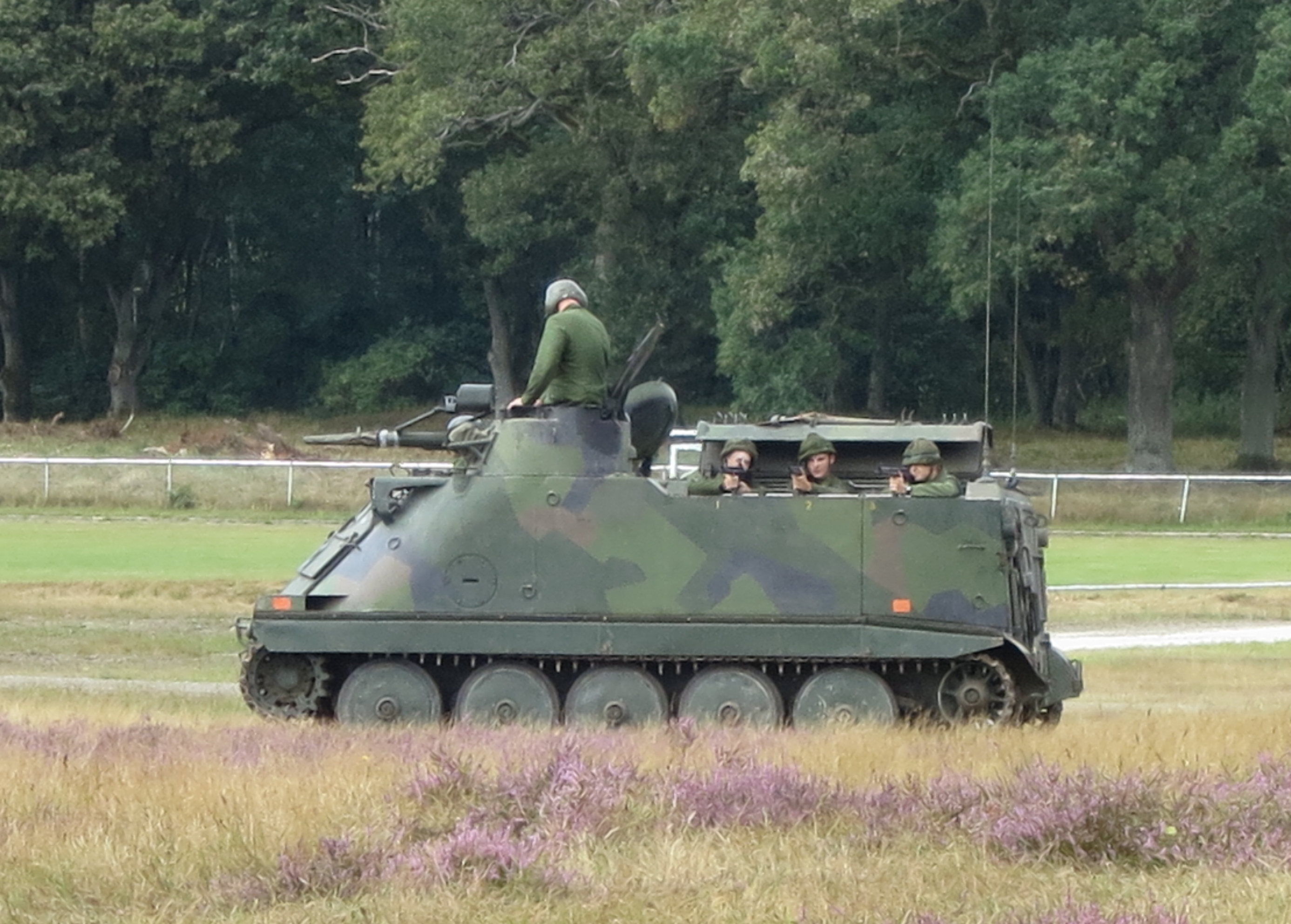
Pbv 302, Seitenansicht mit aufgeklappten Luken und Infanteristen beim Transport

Der Pansarbandvagn 302 (Pbv 302) ist ein schwedischer Schützen- und Transportpanzer aus den 1960er-Jahren.

## Geschichte
Der schwedische Rüstungsbetrieb Hägglund und Söner (heute: Hägglunds Vehicle AB) entwickelte und produzierte den Schützenpanzer. Die Produktion begann 1966 und dauerte bis 1971 an. Insgesamt wurden etwa 650 Panzer gebaut. Das Fahrzeug ersetzte den veralteten schwedischen Truppentransporter Pbv 301. Die Hülle des Schützenpanzers ist von der Kastenbauweise jener des M113 ähnlich, besteht jedoch aus geschweißten Panzerstahlplatten. Der Pbv 302 wurde im Laufe der Jahre stets modernisiert und kampfwertgesteigert und befindet sich heute noch im Einsatz, obwohl vermehrt der modernere Schützenpanzer Combat Vehicle 90 verwendet wird.
Der Export erfolgte erstmals 2024. Am 29. Mai 2024 gab die schwedische Regierung bekannt, den gesamten Bestand von rund 200 Stück Pbv 302 inklusive der zugehörigen Ersatzteilbestände in die Ukraine zu transferieren. Dies erfolgt im Rahmen des sechzehnten schwedischen Hilfspaktes zur Unterstützung der Ukraine bei der Verteidigung ihres Territoriums im Ukraine-Krieg.

## Technik
Die Hauptbewaffnung stellt eine 20-mm-Maschinenkanone Hispano-Suiza type 804 dar, die in einem aus geschweißten Panzerstahlplatten bestehenden Turm untergebracht ist. Die Maschinenkanone stammt aus überzähligen J 28 (Vampire) der schwedischen Luftwaffe (Flygvapnet). Da sie die Patronenhülsen in der Vampire nach unten auswarfen, im Panzerturm jedoch nach oben, kam es öfters zu Störungen. Ein Kastenmagazin mit 30 Schuss versorgt die Waffe. Insgesamt werden zehn Magazine mitgeführt. Der Höhenrichtbereich der Kanone reicht von −10° bis +50°, der Seitenrichtbereich beträgt 360°. Die Feuerreichweite ist für Entfernungen von 500 bis 1600 Metern konzipiert. Als Sekundärbewaffnung führt das Fahrzeug ein Maschinengewehr des Kalibers 7,62 mm mit, das auf dem Schützenpanzer montiert ist. Erwähnenswert sind die hervorragenden Geländefahreigenschaften. Die relativ breiten Ketten des Pbv 302 verursachen einen Bodendruck von nur 0,6 kg/cm². Dies ist vor allem auf Tundraböden im Sommer und auf Schnee von Vorteil. Auch ein Leistungsgewicht von 14,36 kW/t begünstigt dies.
Das Fahrzeug ist zudem amphibisch. Im Wasser erfolgt der Antrieb mit den Ketten.
Es gibt keinen ABC-Schutz und keine eingebaute Nachtsichtausrüstung.

## Kampfeinsätze
Im Russisch-Ukrainischen Krieg wird der Pbv 302 von der Ukraine eingesetzt. Laut dem Oryx-Blog gingen mit Stand August 2025 mindestens 18 Fahrzeuge verloren.

## Versionen
- Pbv 302A: Standardversion des Schützen- und Transportpanzers
- Pbv 302B: Verbessert mit Splitterschutzauskleidung und Außenpanzerung.
- Pbv 302C: verbesserte Version des Pbv 302A mit Zusatzpanzerung, verstärkter Federung und leistungsstärkerem Motor. Diese Fahrzeugversion wurde hauptsächlich in Auslandseinsätzen mit schwedischer Beteiligung eingesetzt (UN- und KFOR-Missionen)
- Stripbv 3021: Kommandofahrzeug
- Epbv 3022: Beobachtungspanzer Artillerie
- Bplpbv 3023: Feuerleitfahrzeug für die Artillerie
- Rlpbv 3024: Funkführungspanzer
- Bgbv 82: Aufklärungspanzer
- Brobv 941: Brückenlegepanzer
- Pbv 3026: Sanitätspanzer